# Samsung Galaxy C7
Il Samsung Galaxy C7 (codice del modello: SM-C7000) è uno smartphone Android prodotto da Samsung, facente parte della serie Samsung Galaxy C.

## Caratteristiche tecniche

### Hardware
Il Galaxy C7 è uno smartphone con form factor di tipo slate, misura 156.6 x 77.2 x 6.8 millimetri e pesa 169 grammi.
Il dispositivo è dotato di connettività GSM, HSPA, LTE, di Wi-Fi dual-band 802.11 a/b/g/n/ac con supporto a Wi-Fi Direct ed hotspot, di Bluetooth 4.2 con A2DP ed LE, di GPS con A-GPS, GLONASS, BDS (in base alla regione), di NFC, di radio FM RDS e di supporto ANT+. Ha una porta microUSB 2.0 ed un ingresso per jack audio da 3.5 mm.
Il Galaxy C7 è dotato di schermo touchscreen capacitivo da 5,7 pollici di diagonale, di tipo S-AMOLED con aspect ratio 16:9 e risoluzione full HD 1080 x 1920 pixel (densità di 386 pixel per pollice). Il frame laterale è in alluminio ed il retro è in alluminio, con un design simile a quello dell'iPhone 6s. La batteria agli ioni di litio da 3300 mAh non è removibile dall'utente. Si può usufruire della ricarica rapida a 18 watt.
Il chipset è un Qualcomm Snapdragon 625, con processo di produzione a 14 nanometri e CPU octa-core. La memoria interna di tipo eMMC 5.1 è da 32 o 64 GB, mentre la RAM è di 4 GB.
La fotocamera posteriore ha un sensore CMOS da 16 megapixel, dotata di autofocus, HDR e doppio flash LED, in grado di registrare al massimo video Full HD a 30 fotogrammi al secondo, mentre la fotocamera anteriore è da 8 megapixel.

### Software
Il sistema operativo è Android, in versione Marshmallow 6.0.1, aggiornabile ufficialmente fino ad Android 8.0 Oreo.
Ha l'interfaccia utente TouchWiz e l'assistente vocale S Voice.

## Commercializzazione
Il dispositivo è stato immesso sul mercato a metà 2016.

## Varianti

### Galaxy C7 Pro
Il Samsung Galaxy C7 Pro è una variante "aggiornata" del C7, commercializzata dall'inizio del 2017. Differisce dal 2017 principalmente per la presenza del chipset Snapdragon 626 (anziché 625), ma anche per la presenza del connettore USB-C e della fotocamera anteriore da 16 megapixel (anziché 8).